# Stéphanie de Monaco (rose)
Pour l’article homonyme, voir Stéphanie de Monaco.
Stéphanie de Monaco est un cultivar de rosier hybride de thé obtenu en 1971 par le rosiériste amateur américain Carl Meyer et introduit au commerce par Meilland. Il est issu de 'Pink Parfait' x 'Pink Peace'. Il est baptisé du nom de la princesse Stéphanie de Monaco, née en 1965.

## Description
Le buisson bien ramifié de 'Stéphanie de Monaco' est compact et touffu et s'élève à 100 cm. Il donne de grandes fleurs (17-25 pétales) turbinées de couleur rose vif satiné, à grande corolle double. Ses fleurs parfumées fleurissent de juin aux premières gelées. Il est parfait pour les fleurs coupées et pour les massifs.
Sa zone de rusticité est de 6b à 9b ; il résiste donc bien aux hivers froids.

## Distinctions
- All-America Rose Selections, 1972[4]